# Jhal Magsi
Jhal Magsi (en urdu جھل مگسی) es una ciudad de Pakistán, en la provincia de Baluchistán. Está en un área puramente baluchi y fue parte del estado nativo de Kalat durante el período colonial.
La ciudad es la sede de la tribu (o clan) magsi, la tribu principal dentro del distrito. Históricamente, los magsi son una rama de la tribu lashari. El actual líder (sadar) es Zulfqar Ali Khan Magsi, ex primer ministro de Baluchistán. Todos los años se corre un rally de autos del desierto con el nombre de "Jhal Magsi Desert Race". Participan corredores de todo Pakistán. También participan en el evento conductores extranjeros.